# Rakad Salem
Rakad Mahmoud Salameh Salem (né en 1944 ; de son nom de guerre Abou Mahmoud) est un homme politique irako-palestinien. C'était le secrétaire général du Front de libération arabe (FLA), une organisation nationaliste arabe créée par le parti Baath irakien en Palestine. C'était aussi le rédacteur en chef du magazine mensuel Sawt al-Jamahir (La voix des masses).
Rakad a tout d'abord habité au Liban où il dirigeait la branche militaire du FLA pendant la guerre civile libanaise. Après la guerre civile, il part vivre en Palestine et plus précisément dans la ville de Bir Zeit en Cisjordanie. En 2001, il est arrêté par l'armée israélienne qui le soupçonne d'avoir transféré de l'argent provenant du gouvernement irakien aux familles des kamikazes palestiniens.